# Город ангелов (Беслан)
Город ангелов  — название находящегося в Беслане мемориального кладбища, на котором похоронены 266 человек, погибших во время теракта в Беслане 1—3 сентября 2004 года.
Находится на северо-восточной окраине Беслана по улице Коминтерна, 99.

## Описание
На территории кладбища находится памятник «Древо скорби», хачкар, подаренный детьми Армении, и памятник бойцам спецназа, погибшим при штурме бесланской школы № 1.
Некрополь входит в состав Мемориального комплекса «Город ангелов», который является объектом культурного наследия регионального значения (№ 901). В состав памятника, кроме некрополя, также входят здание школы № 1, спортивный зал, мемориальные плиты с фамилиями погибших в результате теракта 1—3 сентября 2004 года на территории школы, памятник погибшему командиру спецподразделения Д. А. Разумовскому и православный Храм новомучеников российских.

## Галерея

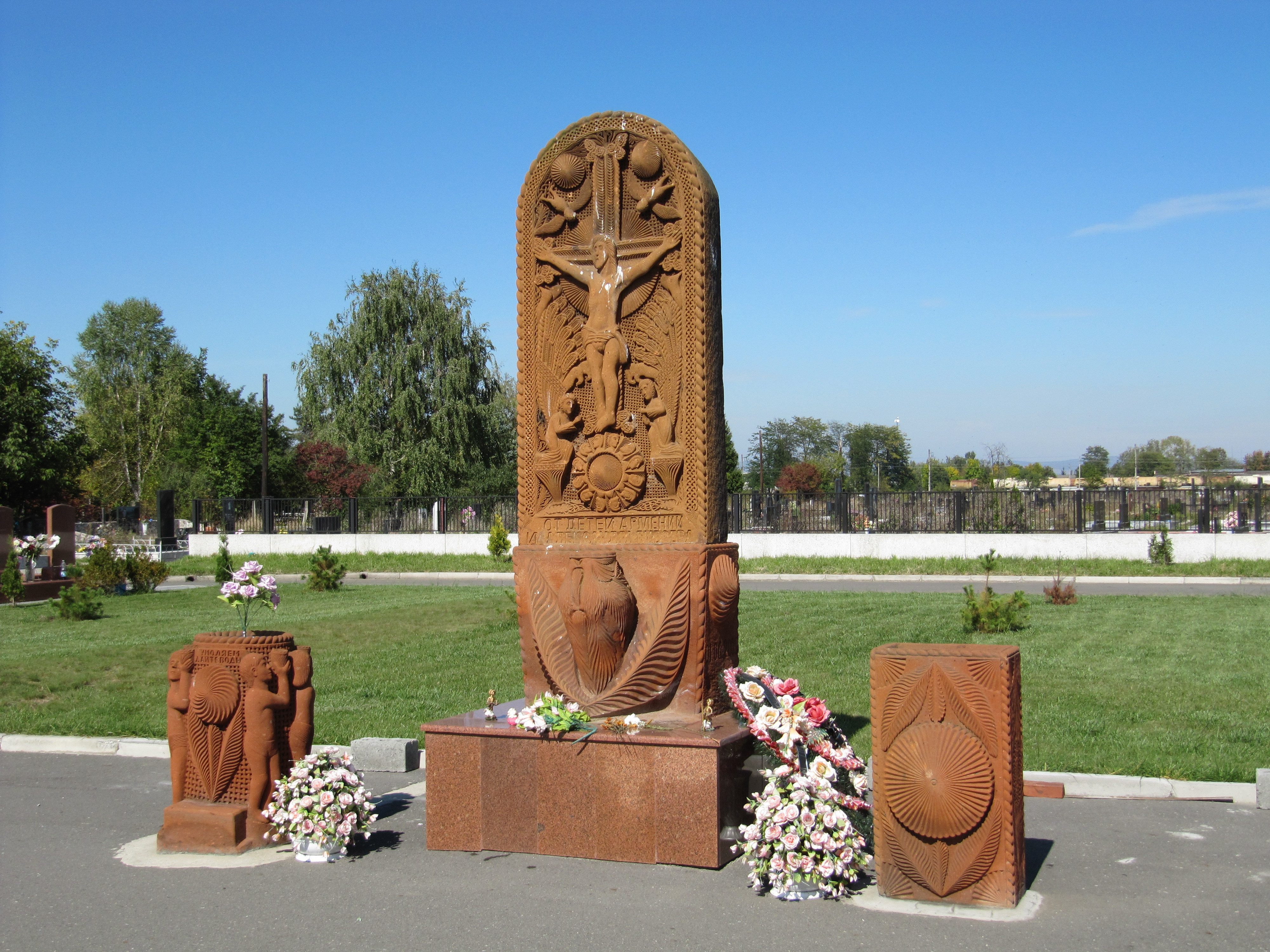
Хачкар, подаренный детьми Армении
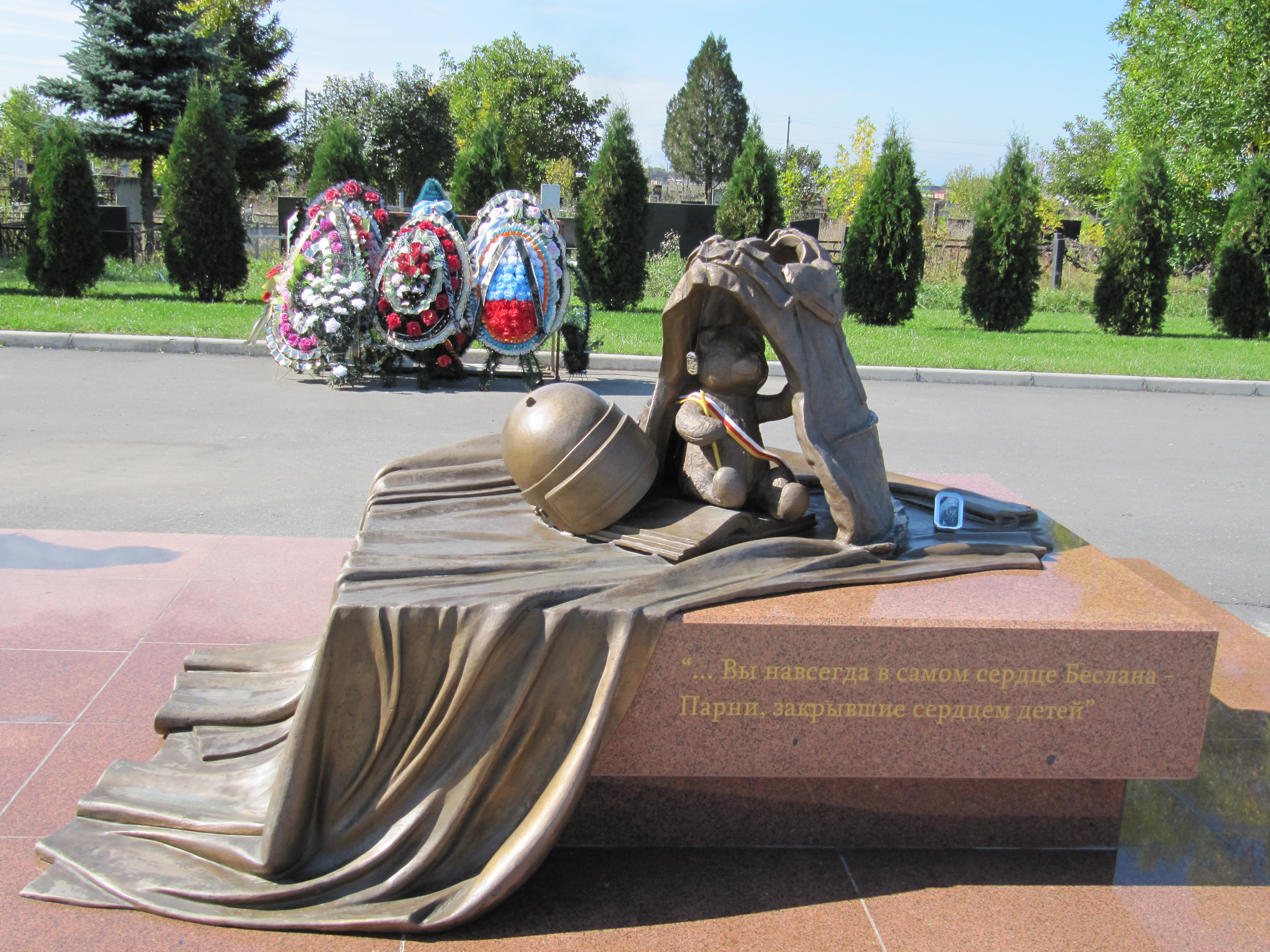
Памятник погибшим спецназовцам
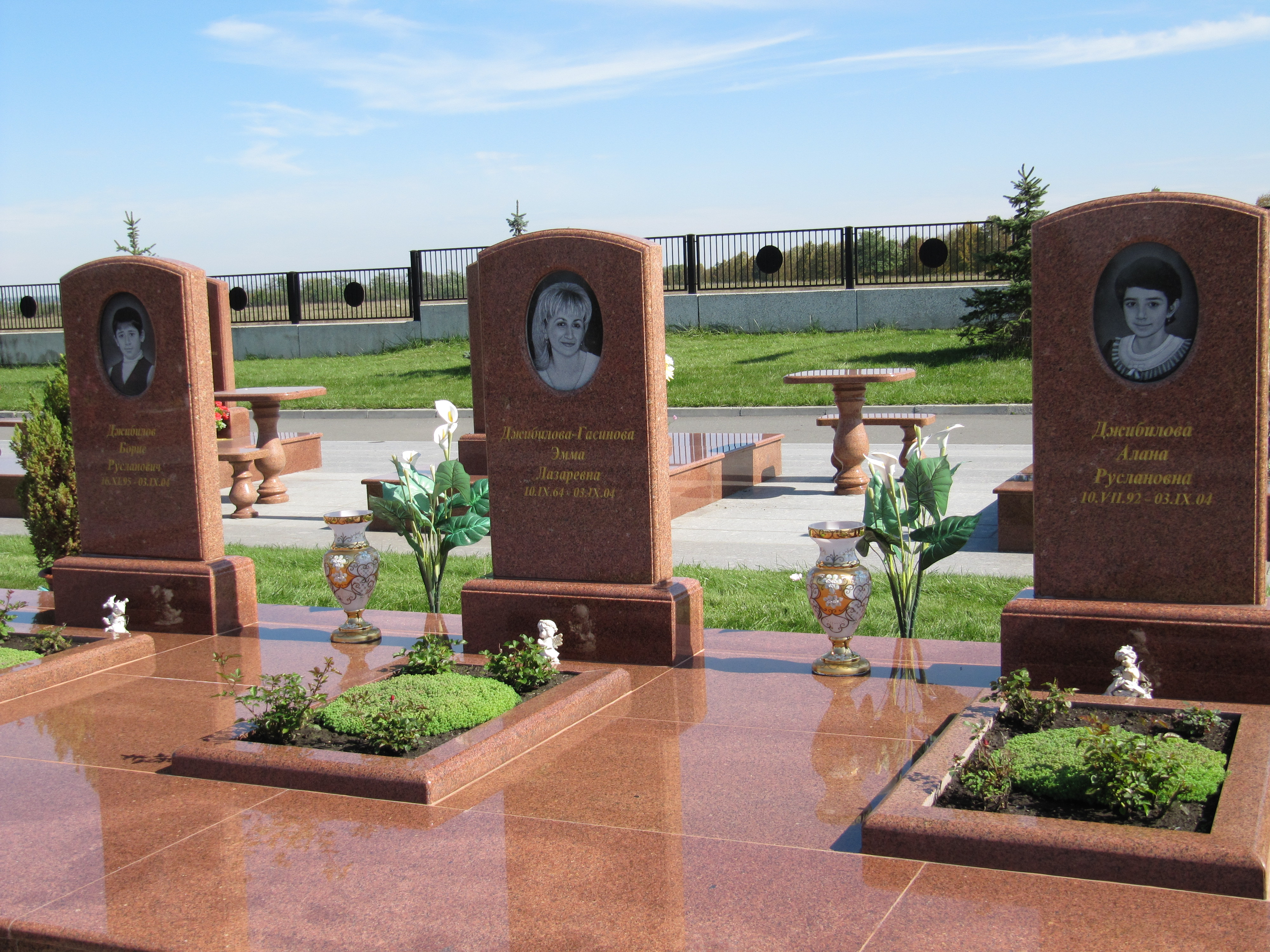
Могилы погибших заложников